# Владимирский троллейбус
Владимирский троллейбус — троллейбусная система города Владимира. Открыта 5 ноября 1952 года. Протяжённость контактной сети — 82 километра.
Ежедневно в городе для транспортного обслуживания населения на линию осуществляется выпуск муниципальных троллейбусов на 7 маршрутов. Стоимость проезда с 14 апреля 2025 года составляет 40 рублей

## История
Троллейбусное движение во Владимире было открыто 5 ноября 1952 года, когда первые два троллейбуса МТБ-82Д производства завода имени Урицкого совершили пробные рейсы. Областная газета «Призыв» так описывала это событие: «По широкой магистрали центральной улицы Владимира движется комфортабельная синяя машина. Владимирцы с интересом глядят на неё. Это совершает первый пробный рейс троллейбус. 3 ноября старший инженер наладочной группы т. Здорнов включил на тяговой подстанции рубильник фидерного автомата. Государственная комиссия приняла троллейбус к эксплуатации. Сейчас монтажники и наладчики устраняют последние неполадки, выявленные на линии во время пробного рейса, мостовики завершают расширение улиц, по которым проходит маршрут первой очереди троллейбуса».
На организацию нового вида транспорта Совет Министров РСФСР выделил 1,8 млн руб. В короткие сроки во Владимире были построены депо на 60 машин, тяговая подстанция, диспетчерская, установлены опоры подвески контактной сети. Курсы по подготовке первых 20 водителей проходили в городе Горьком. Первым директором Владимирского троллейбусного управления стал Андрей Степанович Бельков.
Торжественное открытие движения троллейбусов состоялось на площади Свободы в день празднования 35-й годовщины Октябрьской революции, 7 ноября 1952 года. По маршруту № 1, пролегавшему от кинотеатра «Буревестник» до химического завода, начали курсировать 5 машин МТБ-82Д, протяжённость контактной сети составила около 12 километров. За первый год работы новым видом транспорта воспользовались 656 тысяч пассажиров.

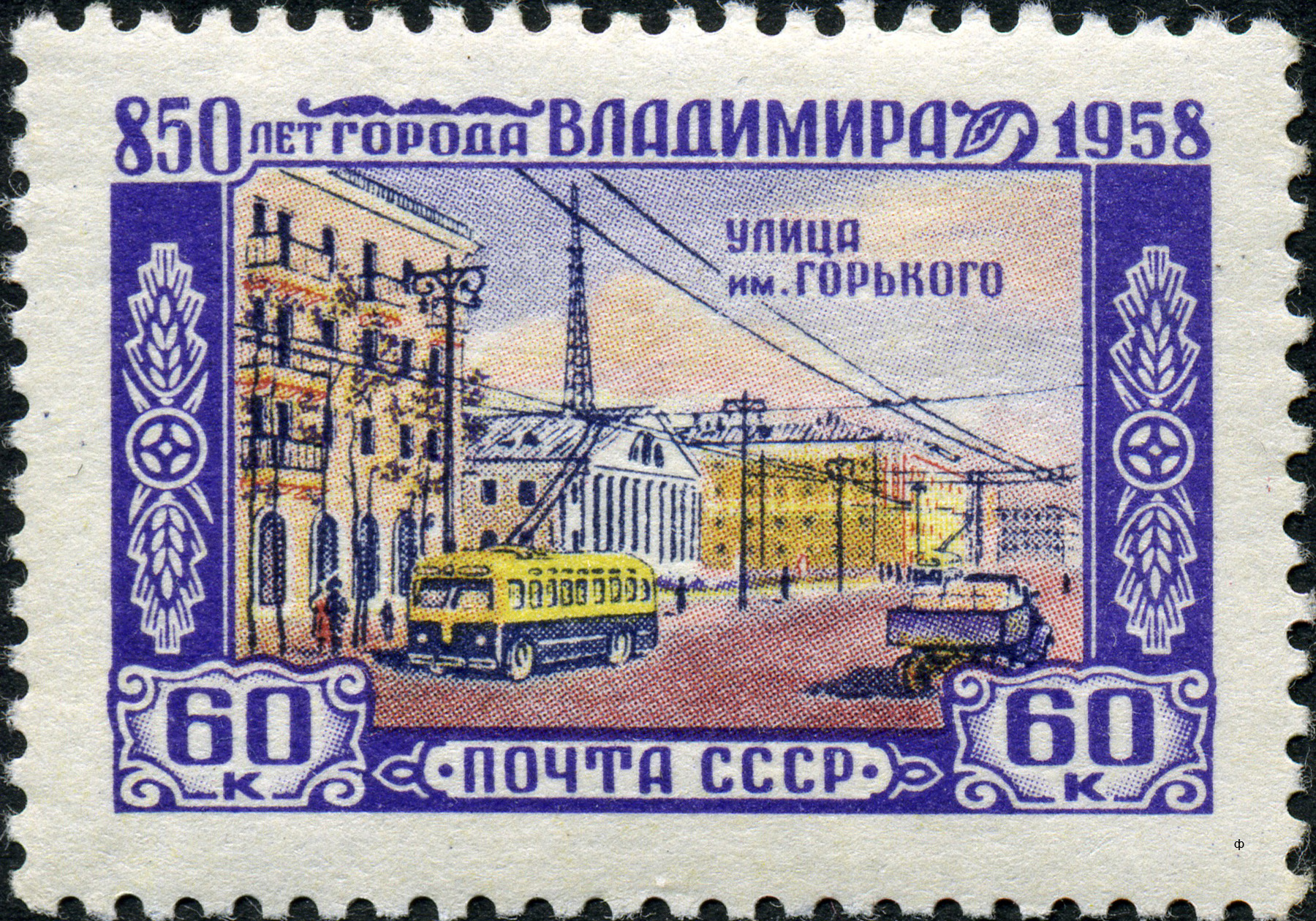
Троллейбус МТБ-82 на улице Горького. Марка почты СССР, 1958 год

В 1953 году троллейбусы пошли по улицам Ленина (ныне — Гагарина), Луначарского, Горького и Заводскому бульвару — был открыт маршрут № 2 от Золотых ворот до тракторного завода. В 1955 году маршрут № 1 продлён по Ямской улице до нынешнего кольца «Проспект Ленина», а 6 ноября 1957 года запущен новый маршрут № 3, который прошёл по улице Мира, связав центр города с областной промышленной и сельскохозяйственной выставкой (ныне — Центральный парк) и домом культуры химзавода. Протяжённость троллейбусных линий превысила 27 километров, парк машин увеличился до 50 единиц.
В 1959 году маршрут № 4 соединил центр города и Доброе, в 1960-м началось движение троллейбусов до железнодорожного вокзала, а 1 июля 1961 года был торжественно открыт маршрут № 6, соединивший город с правобережьем Клязьмы, где в тот же день был заложен Загородный парк. К открытию 6-го маршрута во Владимир поступили троллейбусы модели ЗиУ-5.
К 1962 году маршрут № 2 был продлён по улице Горького до новой конечной станции «Река Содышка», а разворотное кольцо у тракторного завода ликвидировано. В том же году проложена линия до ВЭМЗ и организован маршрут № 7. В 1966 году с открытием маршрута № 9 троллейбус пришёл в Черёмушки и район улицы Чайковского, в 1967 году началось движение по улице Электрозаводской (Усти-на-Лабе) троллейбусов маршрута № 10, а в 1968 году 8-й маршрут, изначально соединявший Содышку и химзавод, приобрёл кольцевой вид.

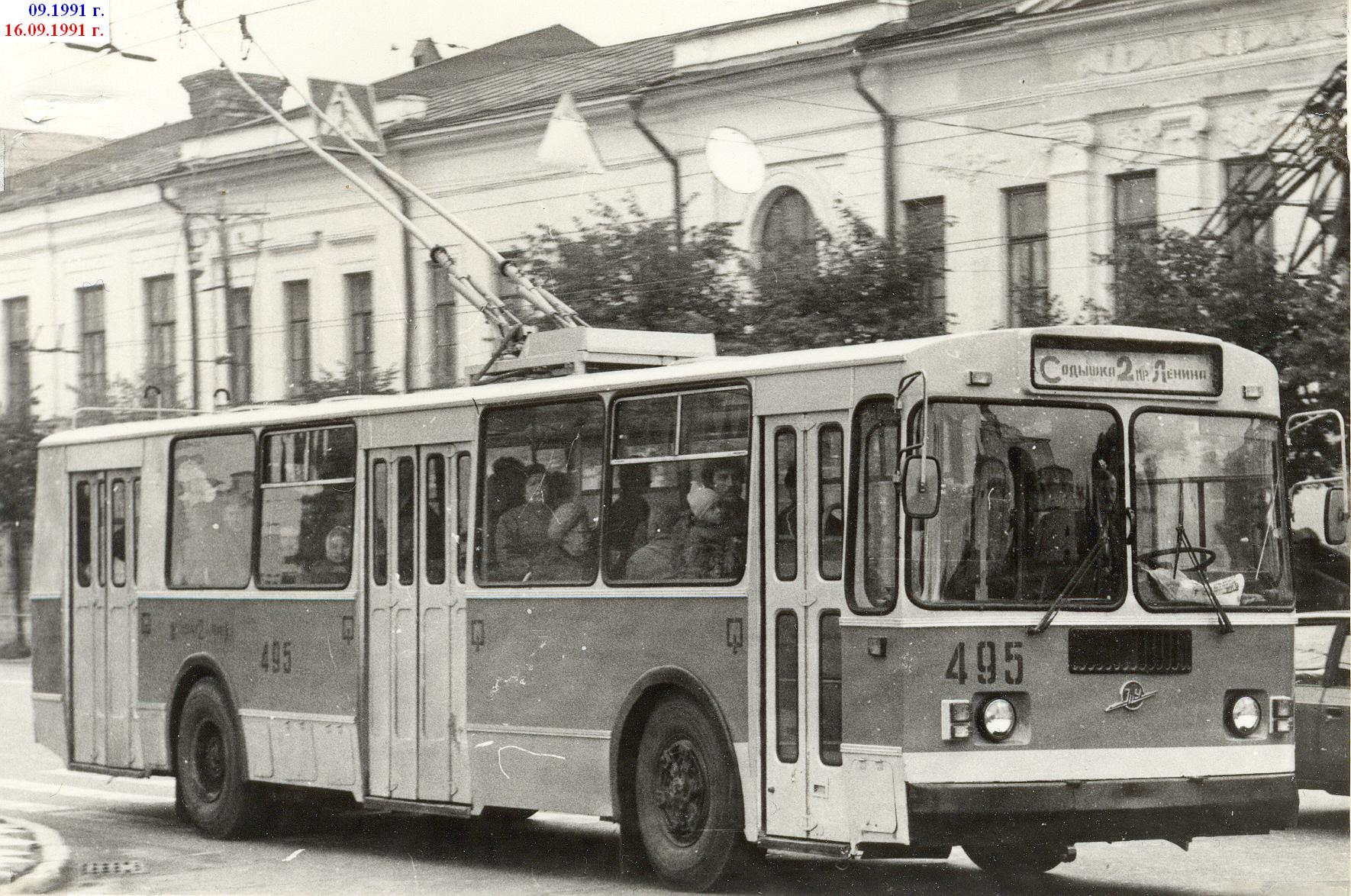
Троллейбус ЗиУ-682 на Московской улице, 1991 год

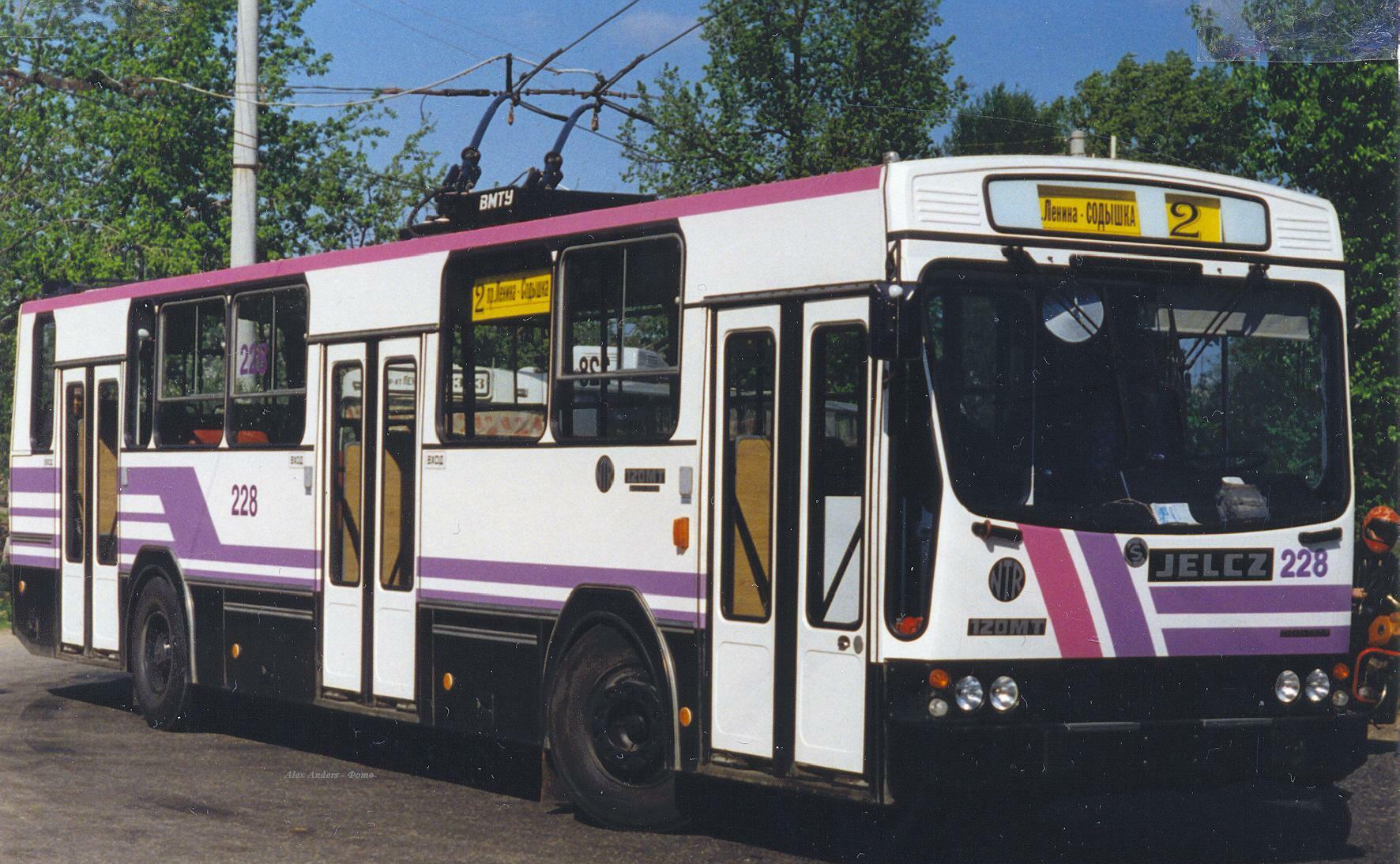
Первый троллейбус NTR-120МТ, собранный во Владимире, 1997 год

13 декабря 1971 года на улице Гастелло открылось троллейбусное депо № 2, а с 1972 года во Владимир стали поступать машины модели ЗиУ-682. Троллейбус продолжал охватывать районы крупного жилищного строительства: на юго-западе города в 1973 году маршруты № 1 и 5 были продлены по улице Ворошилова до конечной станции «Парк Дружбы», в Добром в 1975 году открыто кольцевое движение по улицам Егорова, Комиссарова и Суздальскому проспекту и организованы маршруты № 11 и 12, в северо-западном районе в 1977 году троллейбусы маршрутов № 3 и 10 поехали по улице Балакирева.
18 февраля 1987 года в Добром была открыта конечная станция «МЖК „Мир“», 15 сентября 1988 года открыто движение по участку улицы Мира от проспекта Строителей до улицы Горького, по которому стали ходить троллейбусы нового маршрута № 13 и изменённого маршрута № 3. Общее количество маршрутов достигло четырнадцати. 15 января 1993 года маршруты № 1 и 5 продлены по новому участку до современной конечной «Улица Фатьянова». В 1988—1993 годах на Добросельской улице велось, но не было завершено строительство депо № 3.
В 1997—1998 годах в машиноремонтных мастерских троллейбусного депо № 2 по лицензии ООО «Севмашпредприятие» (Северодвинск) на базе кузовов польского автобуса Jelcz 120M были собраны 9 троллейбусов модели NTR-120МТ. Последняя из таких машин была отставлена от работы в апреле 2018 года.
1 апреля 1999 года введён в эксплуатацию участок МЖК «Мир» — улица Безыменского и продлены маршруты № 4 и 11. В дальнейшем новых троллейбусных линий во Владимире не появлялось, за исключением незначительных изменений, связанных с вводом Лыбедской магистрали (открытие двухстороннего движения по улице Гагарина в 2007 году и ликвидация контактной сети на Ерофеевском спуске, а также открытие в 2017 году движения троллейбусов 10-го маршрута в сторону площади Фрунзе по Лыбедской магистрали вместо улицы Усти-на-Лабе).
В 2000 году во Владимире действовали два депо со 180 машинами, 88 км контактной сети, 13 тяговых подстанций, численность работников муниципального предприятия «Владгортранс» составляла более 1700 человек. В начале XXI века маршрутная сеть владимирского троллейбуса стала сокращаться. 1 июля 2002 года из-за ремонта моста через Клязьму прекратилось сообщение с Загородным парком. В январе 2003 года маршрут № 6 был официально закрыт закрыт наряду с маршрутами № 3 и 14, а по 13-му маршруту стали совершаться лишь отдельные рейсы для рабочих ВЭМЗ. С 1 сентября 2008 года закрыты маршруты № 4 и 9. Также не прижились в городе недолго существовавшие маршруты № 1А, 14 (по новой трассе) и 15. Парк машин пополнялся троллейбусами моделей ВМЗ-5298.01 (2005), Тролза-5275.05 «Оптима» (2007) и Тролза-5265 «Мегаполис» (2009).
С 2007 года организацией троллейбусного движения занимается АО «Владимирпассажиртранс», ставшее преемником Владимирского троллейбусного управления (1952—1992), Владимирского муниципального троллейбусного управления (1992—1999) и МУП «Владгортранс» (1999—2007). В связи с тяжёлой финансовой ситуацией предприятия, в целях экономии 1 июня 2015 года троллейбусное депо № 2 было закрыто, его территории переданы для обслуживания автобусов на газомоторном топливе.
В мае 2018 года количество троллейбусов составляло 87 единиц, а плановый суточный выпуск по рабочим дням составлял 93 единицы, то есть фактическое инвентарное количество подвижного состава было ниже планового выпуска по будним дням. В связи с нехваткой в штате предприятия водителей троллейбусов и кондукторов по будним дням выпускалось 74—78 единиц пассажирских троллейбусов. Прежде всего закрывался выпуск 100 % на маршруты № 8 (10 выходов по большому кольцу и 8 выходов по малому кольцу) и № 10 (18 выходов). Во вторую очередь закрывались выпуски маршрутов № 1 (22 выхода), № 7 (14 выходов). В обязательном порядке выпускались 1 выход из трёх на маршрут № 2, 4 выхода из шести на маршрут № 5 и 2 выхода из четырёх на маршрут № 12. Выпуск на маршрут № 11 (8 выходов) зачастую не производился в связи с недовыпуском на маршруты № 1 и № 7). По выходным дням выпуск составлял 65 единиц.
В декабре 2022 года впервые за последние 13 лет произошло пополнение парка — город приобрёл один троллейбус модели ВМЗ-5298.01-50 «Авангард», а в июле 2023 года во Владимир прибыли четыре новых троллейбуса белорусского производства МАЗ-203Т20. К тому времени подвижной состав владимирского троллейбуса был изношен настолько, что вставал вопрос либо о кардинальном обновлении троллейбусного парка, либо о его закрытии. В 2024—2025 годах город закупил 16 электробусов с динамической подзарядкой (троллейбусов с увеличенным автономным ходом) модели ВМЗ-5298.01 «Авангард». Благодаря появлению таких машин 16 августа 2025 года маршрут № 5 был продлён по улице Нижняя Дуброва, не имеющей контактной сети. В 2026 году возможен полный перевод на троллейбусы с увеличенным автономным ходом маршрута № 10, поскольку в связи с реконструкцией Вокзальной площади планируется ликвидация контактной сети на подъезде к ней.  

## Действующие маршруты
- № 1. Улица Фатьянова — Театр «Разгуляй»

Путь следования: ул. Верхняя Дуброва, просп. Ленина, Садовая пл., ул. Студёная Гора, Дворянская ул., Большая Московская ул., Большая Нижегородская ул., Добросельская ул.
Открыт в 1952 году, первоначально: Кинотеатр «Буревестник» (современное название — Площадь Победы) — Завод «Автоприбор» (современное название — Химзавод). В 1955 году продлён до конечной «Ямская» (современное название — Проспект Ленина), в 1973 году — до парка Дружбы, в 1980 году — от Химзавода до конечной «Улица Егорова», в 1984 году — до кинотеатра «Русь». С 1987 года следовал до конечной МЖК «Мир» по улицам Егорова и Комиссарова. В современном варианте существует с 1993 года.
- № 2. Улица Фатьянова — Содышка

Путь следования: ул. Верхняя Дуброва, просп. Ленина, Садовая пл., ул. Студёная Гора, Дворянская ул., Большая Московская ул., ул. Гагарина, ул. Луначарского, ул. Горького.
Открыт в 1953 году, первоначально: Владимирский тракторный завод — Золотые ворота. В 1954 году продлён до «Буревестника», с 1962 года следовал от Содышки до Золотых ворот. С 1 марта 1985 года продлён до проспекта Ленина. С 3 февраля 2024 года продлён до остановки «Улица Фатьянова».
- № 5. 3-я Кольцевая улица — Вокзал

Путь следования: ул. Нижняя Дуброва, ул. Верхняя Дуброва, просп. Ленина, Садовая пл., ул. Студёная Гора, Дворянская ул., Большая Московская ул., Большая Нижегородская ул., Вокзальная ул.
Открыт в 1960 году, первоначально: Ямская — Вокзал. В 1973 году продлён до конечного пункта «Парк Дружбы», 15 января 1993 года — до остановки «Улица Фатьянова». Начиная с 16 августа 2025 года, продлён по ул. Нижняя Дуброва до конечной остановки «3-я Кольцевая улица» и переведён на обслуживание электробусами с динамической подзарядкой от троллейбусной контактной сети (IMC) типа ВМЗ-5298.01 «Авангард».
- № 7. Улица Фатьянова — ВЭМЗ

Путь следования: ул. Верхняя Дуброва, просп. Ленина, Садовая пл., ул. Студёная Гора, Дворянская ул., Большая Московская ул., ул. Гагарина; ул. Луначарского, ул. Батурина (обратно: ул. Горького), ул. Мира, ул. Усти-на-Лабе, Электрозаводская ул.
Открыт в 1962 году, первоначально: ВЭМЗ — Улица Гагарина. В 1984 году ввёден односторонний участок следования от остановки «Улица Гагарина» до остановки «Улица Мира» по ул. Луначарского и Батурина, 1 марта 1985 года продлён до конечного пункта «Проспект Ленина». С 3 февраля 2024 года продлён до остановки «Улица Фатьянова».
- № 8. Кольцевой

Путь следования: ул. Чайковского, просп. Ленина, Садовая пл., ул. Студёная Гора, Дворянская ул., Большая Московская ул., ул. Гагарина; ул. Луначарского, ул. Батурина, ул. Мира (обратно: ул. Горького), ул. Горького, просп. Строителей, пл. Адмирала Лазарева, ул. Чайковского.
Открыт в 1964 году, первоначально: Содышка — Химзавод. В 1968 году сформирован кольцевой маршрут с конечным пунктом «Рябинка», в 1984 году ввёден односторонний участок следования от остановки «Улица Гагарина» до остановки «Улица Мира» по ул. Луначарского и Батурина. Основной троллейбусный маршрут города.
- № 10. Улица Балакирева — Вокзал

Путь следования: ул. Балакирева, пл. Адмирала Лазарева, просп. Строителей, ул. Горького, ул. Мира, ул. Усти-на-Лабе, Вокзальная ул.
Открыт в 1967 году, первоначально: Содышка — Вокзал, в современном варианте — с 1977 года.
- № 13. Улица Балакирева — ВЭМЗ

Путь следования: ул. Балакирева, пл. Адмирала Лазарева, просп. Строителей, ул. Мира, ул. Усти-на-Лабе, Электрозаводская ул.
Открыт 15 сентября 1988 года. Официально закрыт 15 января 2003 года, однако на протяжении 21 года работал в режиме нескольких рейсов по рабочим дням: так, до марта 2012 года рейса было всего два (утром и вечером); с марта 2012 года утренних рейсов стало два, вечерний был отменён; летом 2013 и 2014 годов утренних рейсов было уже три; с лета 2014 года вновь введено два вечерних рейса. Троллейбусы на маршрут выделялись из графика маршрута № 10 и после выполнения рейсов по маршруту № 13 возвращались на маршрут № 10, причём ориентировочно с 2021 года по направлению от ВЭМЗ к улице Балакирева троллейбусы следовали уже с указателями маршрута № 10 по улице Горького. С 20 января по 25 февраля 2024 года работал в ежедневном режиме и на регулярной основе выполнял 25 рейсов в день. С 26 февраля 2024 года вновь совершает только 5 рейсов по рабочим дням, для чего на время, заявленное администрацией города, с маршрута № 10 на маршрут № 13 переключается один троллейбус. После выполнения рейса по маршруту № 13 троллейбус переключается обратно на маршрут № 10..

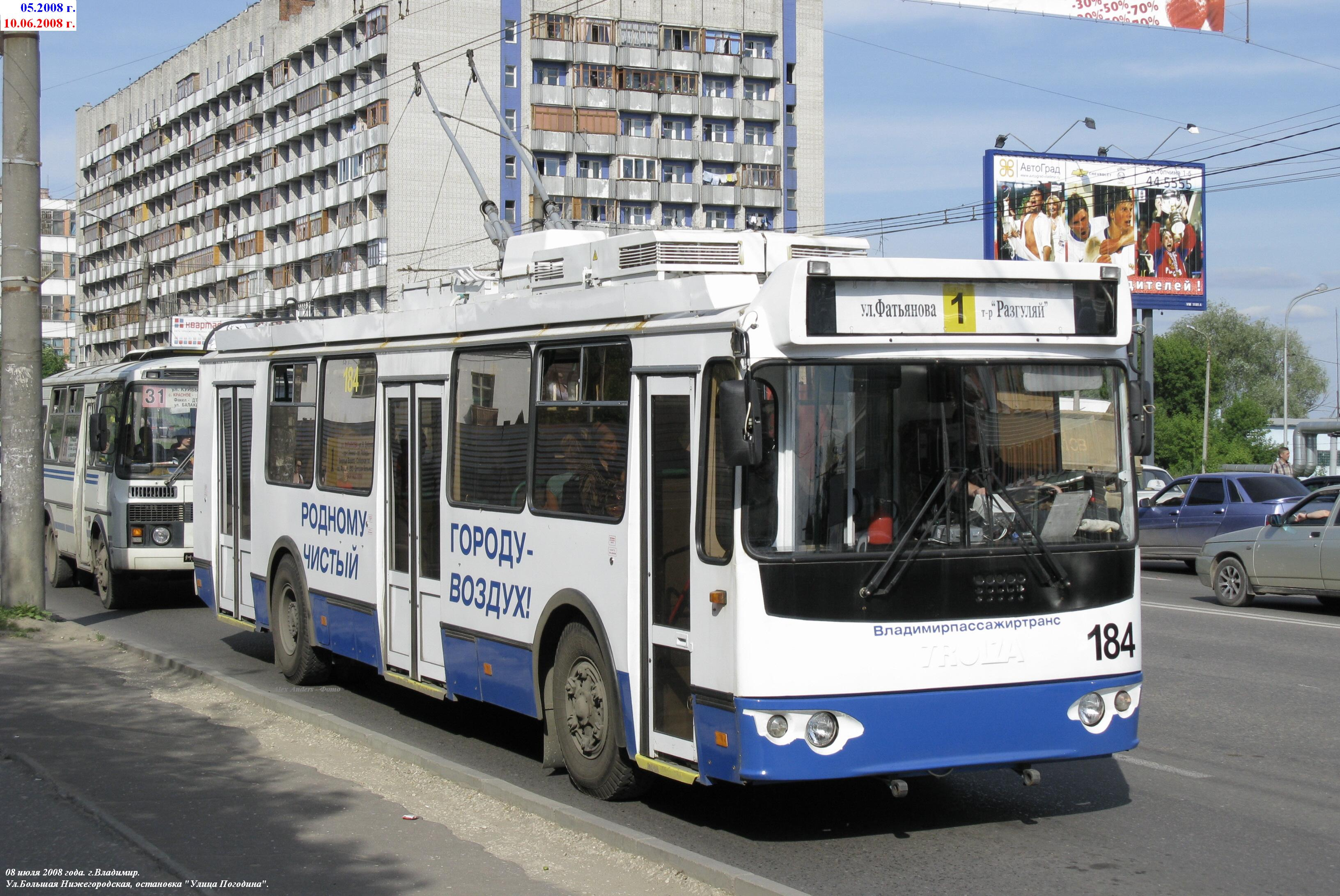
Троллейбус на маршруте № 1, улица Добросельская, 2008 год
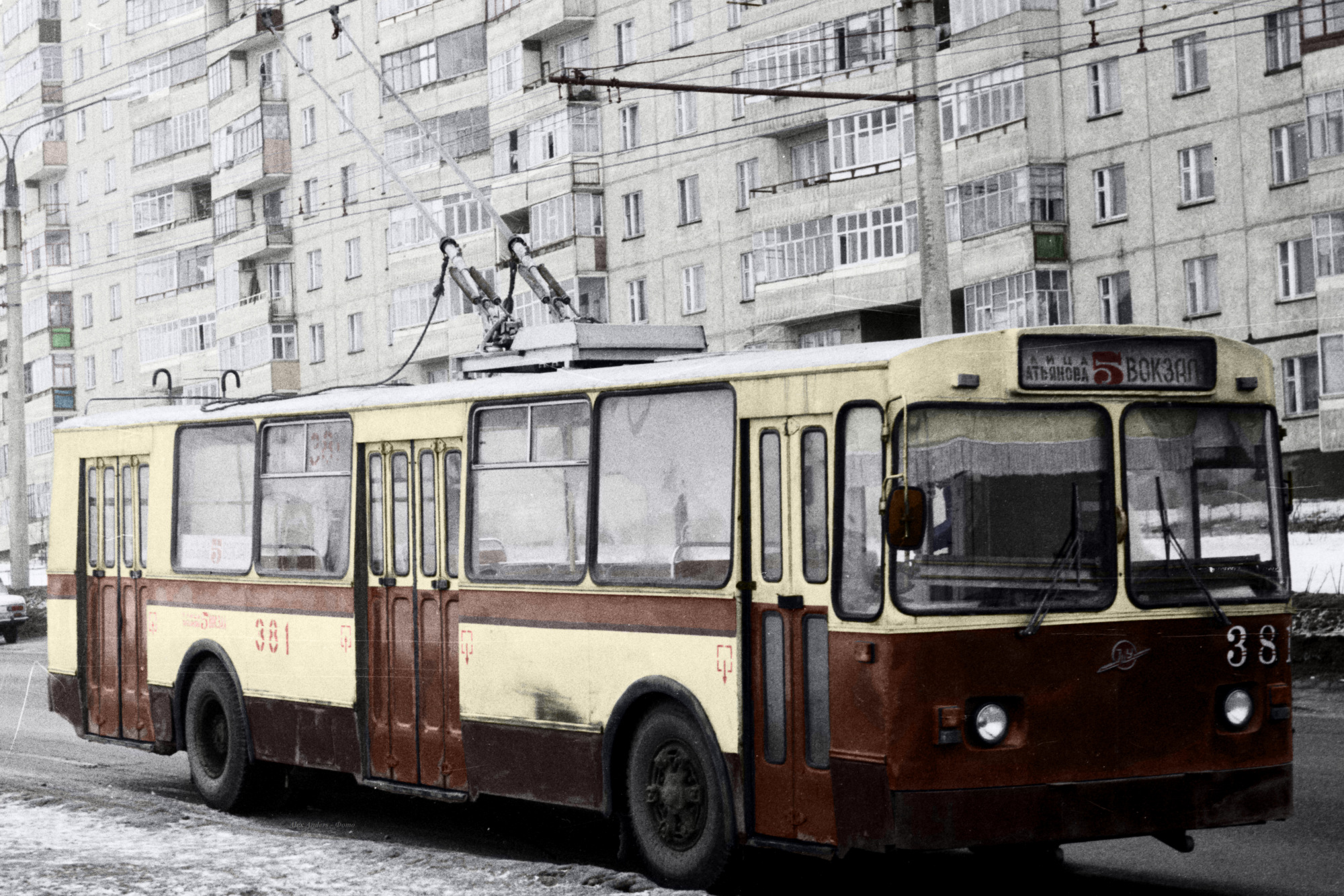
Троллейбус на маршруте № 5, улица Верхняя Дуброва, 1994 год
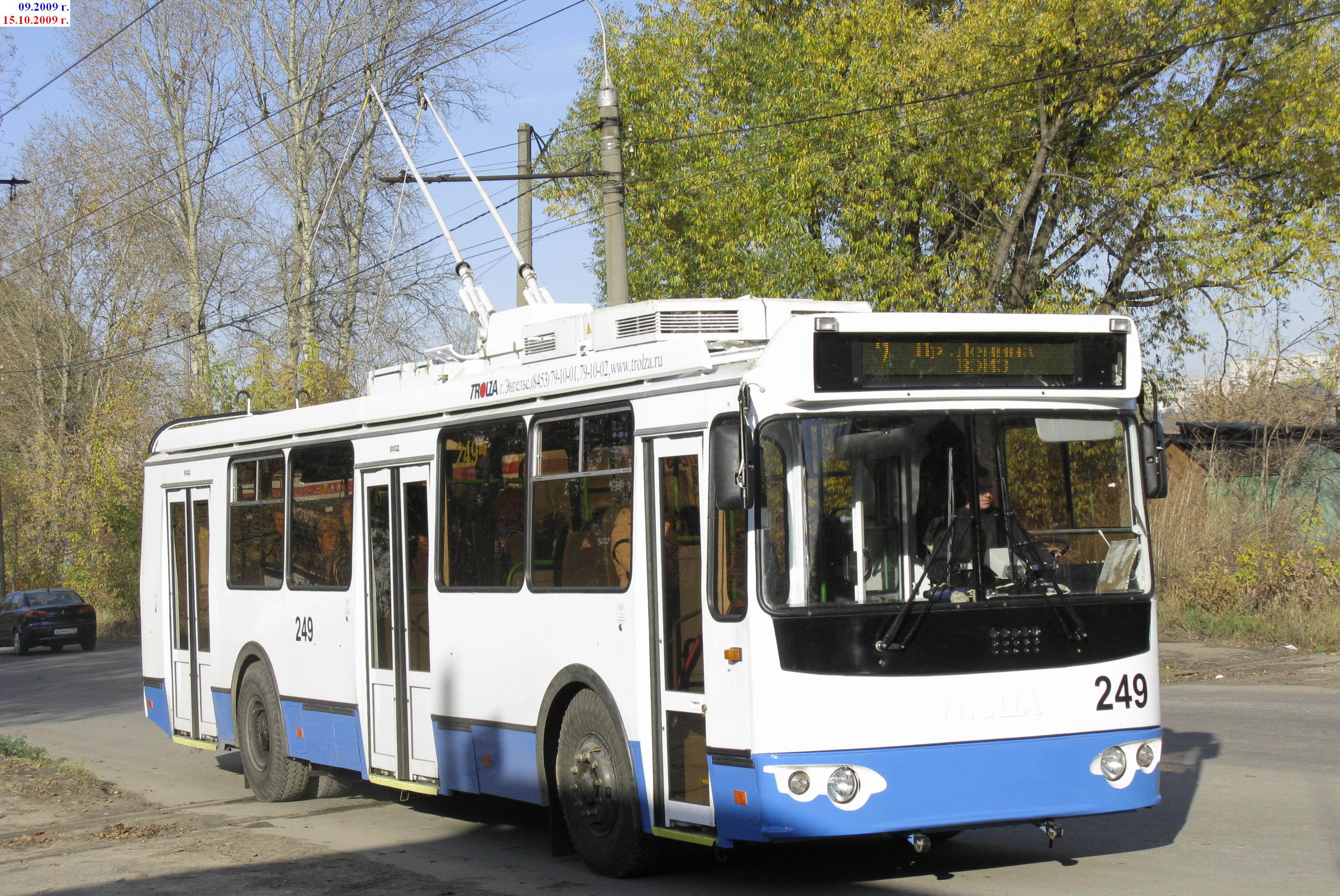
Троллейбус на маршруте № 7, улица Усти-на-Лабе, 2009 год
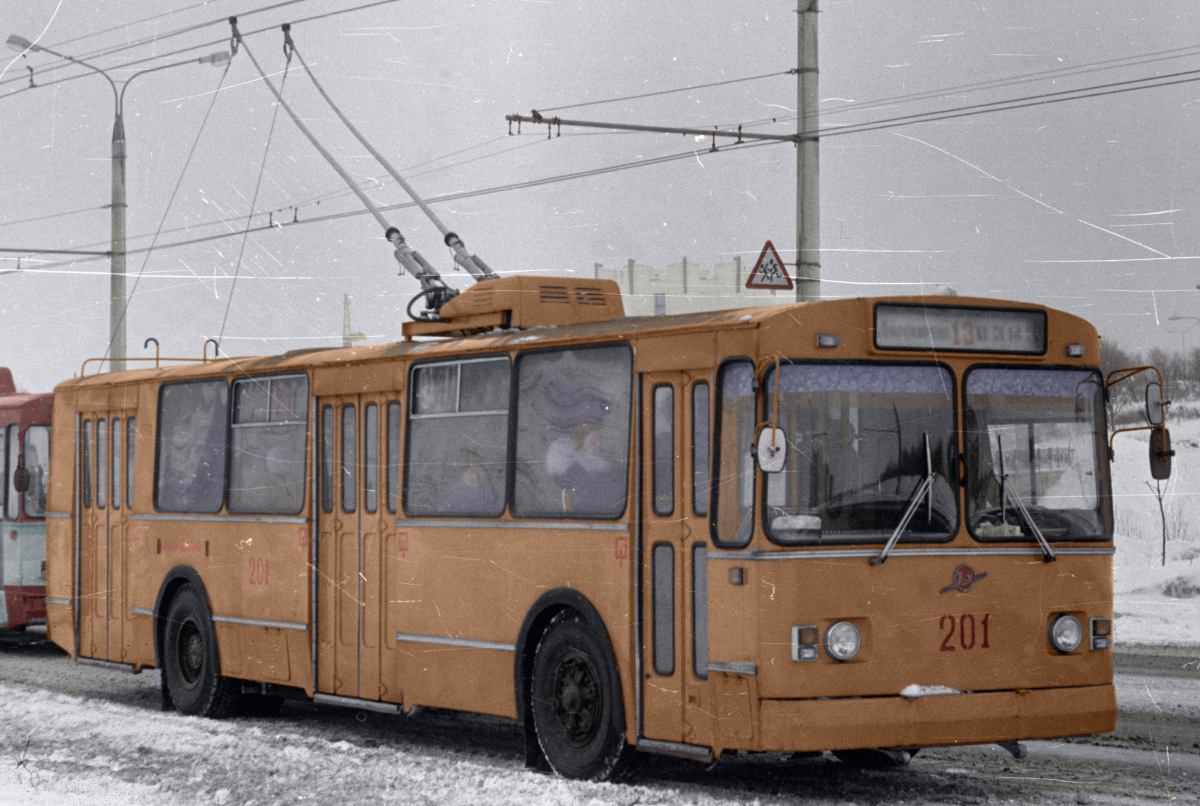
Троллейбус на маршруте № 13, улица Мира, 1992 год

## Закрытые маршруты
- № 1А. Улица Фатьянова — Универмаг «Восток» — Улица Фатьянова

Путь следования: ул. Верхняя Дуброва, просп. Ленина, Садовая пл., ул. Студёная Гора, Дворянская ул., Большая Московская ул., Большая Нижегородская ул., Добросельская ул., Суздальский просп., ул. Комиссарова, ул. Егорова, Добросельская ул., далее по маршруту № 1.
Открыт 15 октября 2008 года, существовал до 1 ноября 2011 года.
- № 3. Улица Балакирева — ВХЗ

Путь следования: ул. Балакирева, пл. Адмирала Лазарева, просп. Строителей, ул. Мира, Большая Нижегородская ул.
Открыт в 1957 году, первоначально: Дом культуры химзавода — Улица Гагарина. С 1962 года дублировал маршрут № 7; в 1964 году продлён от Дома культуры химзавода до Химзавода по вновь построенной линии на недавно открытом участке улицы Мира. В 1970 году сформирован новый маршрут с конечными пунктами «Красноармейская улица» и «Химзавод», ставший дублёром уже действующего маршрута № 9; в 1977 году продлён до конечного пункта «Улица Балакирева»; 15 сентября 1988 года изменена схема движения от остановки «Улица Мира» до «Факела» в связи с вводом в эксплуатацию участка по ул. Мира от её пересечения с ул. Горького до перекрёстка с просп. Строителей. Закрыт с 15 января 2003 года.
- № 4. Золотые ворота — Улица Безыменского

Путь следования: Большая Московская ул., Большая Нижегородская ул., Добросельская ул., Суздальский просп., ул. Комиссарова.
Открыт в 1959 году, первоначально: Дом культуры ВЗКИ (современное название — «Театр „Разгуляй“») — Золотые ворота. История изменений: 1981: Площадь Победы — Улица Егорова. 1984: Площадь Победы — Кинотеатр «Русь». 1 марта 1985 года маршрут закрыт. 25 марта 1986 года восстановлен: Золотые ворота — Кинотеатр «Русь». С 18 февраля 1987: Золотые ворота — МЖК «Мир» (по Суздальскому просп.). С 1 апреля 1999: Золотые ворота — Улица Безыменского. С 1 сентября 2002 продлён до «Рябинки». С 1 декабря 2006 года сокращён протяжённостью и курсировал по маршруту «Улица Безыменского — Золотые ворота». Закрыт с 1 сентября 2008 года.
- № 6. Соборная площадь — Загородный парк

Путь следования: Ерофеевский спуск, Судогодское шоссе.
Открыт в 1961 году. Закрыт 1 июля 2002 года (изначально на время реконструкции моста через Клязьму, но впоследствии — окончательно). Контактная сеть на трассе 6-го маршрута демонтирована.
- № 9. «Рябинка» — ВХЗ

Путь следования: ул. Чайковского, пл. Адмирала Лазарева, просп. Строителей, ул. Горького, ул. Мира, Большая Нижегородская ул.
Открыт в 1966 году, закрыт с 1 сентября 2008 года.
- № 11. Содышка — Улица Безыменского

Путь следования: ул. Горького, ул. Мира, Большая Нижегородская ул., Добросельская ул., ул. Егорова, ул. Комиссарова.
Открыт в 1975 году, первоначально: Улица Мира — Дом культуры ВЗКИ (современное название — «Театр „Разгуляй“»). С 1981 года: Содышка — Улица Егорова, с 1984 года: Содышка — Кинотеатр «Русь», с 18 февраля 1987: Содышка — МЖК «Мир» (по ул. Егорова и ул. Комиссарова). В современном варианте работал с 1 апреля 1999 года. Движение по маршруту было прекращено в мае 2018 года, а официально он был закрыт 14 марта 2024 года.
- № 12. Вокзал — Улица Безыменского

Путь следования: Вокзальная ул., пл. Фрунзе, Большая Нижегородская ул., Добросельская ул., ул. Егорова, ул. Комиссарова.
Открыт в 1975 году: Улица Егорова (в Добром следовал по кольцу: улица Добросельская — Суздальский проспект — улица Комиссарова — улица Егорова — улица Добросельская) — Золотые ворота. В 1981 году закрыт.  С 20 января 1984 года сформирован новый самостоятельный маршрут с конечными пунктами «Кинотеатр Русь» и «Вокзал», с 18 февраля 1987 года следует до «МЖК „Мир“» по ул. Егорова и Комиссарова; 1 декабря 2004 года продлён до конечной «Улица Безыменского». С 1 декабря 2019 года маршрут закрыт с заменой на автобусы большой вместимости маршрута 10С Вокзал — Улица Куйбышева.
- № 14. Проспект Ленина — ВХЗ

Путь следования: просп. Ленина, ул. Чайковского, просп. Строителей, ул. Мира, Большая Нижегородская ул.
В данном варианте существовал с 1 декабря 2009 года по 1 октября 2011 года.
Первоначальный путь следования от Дома культуры ВЗКИ (современное название — «Театр „Разгуляй“») до Золотых ворот. В таком виде был открыт 10 июня 1989 года. 15 января 1993 года переведён с конечного пункта «Дом культуры ВЗКИ» на конечный пункт «МЖК „Мир“», 15 января 2003 года закрыт.
- № 15. Улица Фатьянова — ВХЗ

Маршрут официально не существовал и был разрешён к использованию в виде эксперимента МУП «Владгортранс».
Открыт 1 июня 2002 года, следовал от ул. Фатьянова до рынка по ул. Верхняя Дуброва, просп. Ленина, Садовой пл., ул. Студёная Гора, Дворянской ул., Большой Московская ул., ул. Гагарина; ул. Луначарского, ул. Батурина (обратно: по ул. Мира, ул. Горького). В таком виде спросом не пользовался и вскоре был изменён на участке от остановки «Улица Мира» до остановки «Площадь Победы» в виде одностороннего движения: Улица Горького — Октябрьский проспект — Родник (по требованию) — Дворец творчества юных — Студгородок — «Факел» — Педагогический университет — Красноармейская улица — Горэлектросеть — Таксопарк — «Рябинка». Затем изменялся ещё дважды: от рынка шёл на ВЭМЗ, позднее — до Химзавода. Так и не оправдав надежд по сбору выручки, 15 января 2003 года был закрыт.
- Маршруты № 8А и 16

7 сентября 2014 года на период перекрытия центра Владимира в связи с празднованием 800-летия Владимирской епархии был организован кольцевой маршрут № 8А, следовавший от «Рябинки» по просп. Строителей, ул. Горького, пл. Ленина, Октябрьскому просп., ул. Дзержинского, просп. Ленина до «Рябинки». Движение осуществлялось троллейбусами ЗиУ-682Г-016.04 № 189, 197 и 301 с системой автономного хода до 15 км, которая использовалась на не имеющих контактной сети Октябрьскому просп. и ул. Дзержинского.
Во второй раз маршрутное пассажирское движение троллейбусов с применением возможности автономного хода было организовано 27 апреля 2015 года. Два троллейбуса (№ 189 и 301) следовали по маршруту № 16 от Юго-Западной по ул. Нижняя Дуброва на автономном ходу и далее по трассе маршрута № 1 до театра «Разгуляй». Из-за неполадок с аккумуляторными батареями в тот же день маршрут № 16 был закрыт.

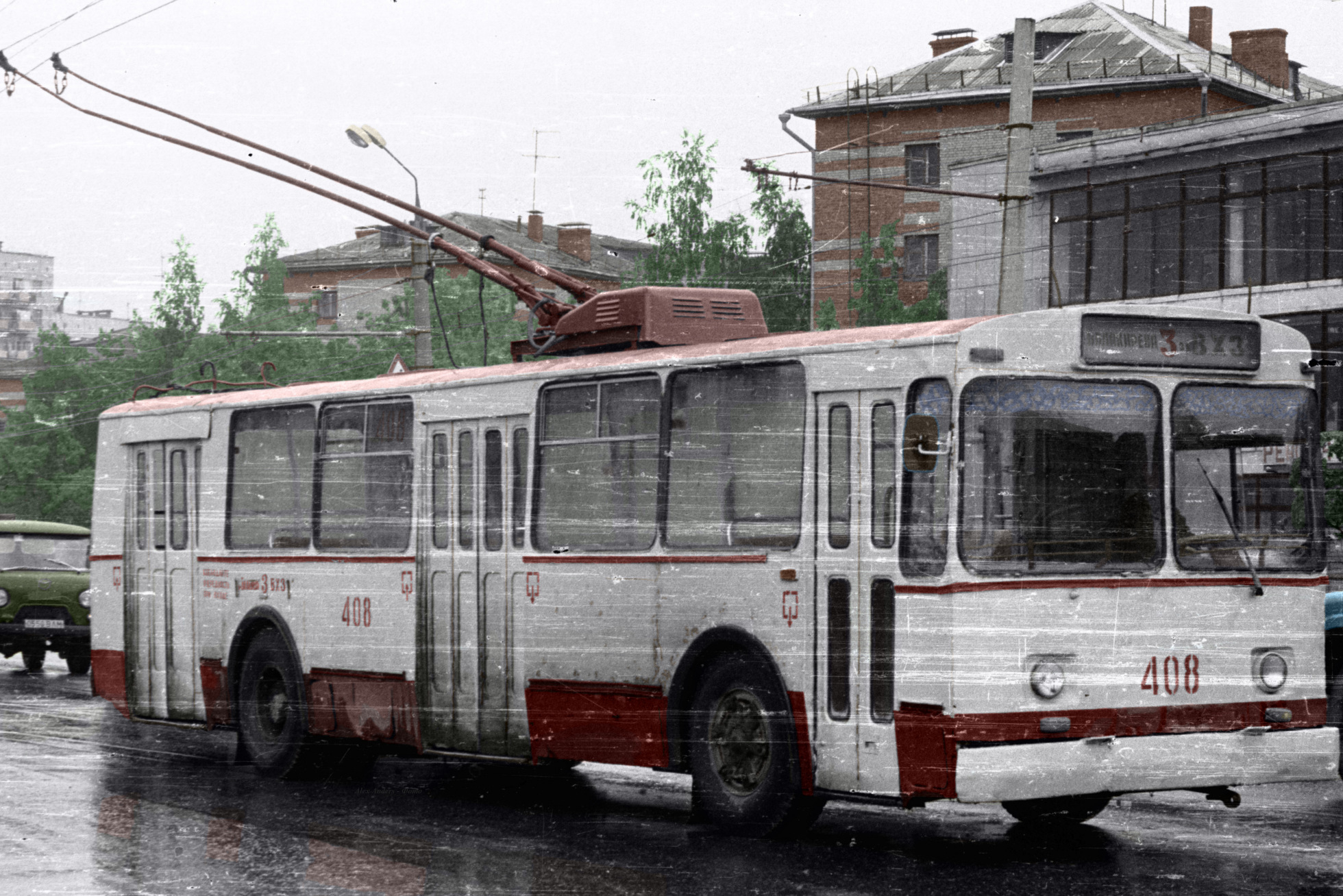
Троллейбус на маршруте № 3, улица Горького, 1990 год
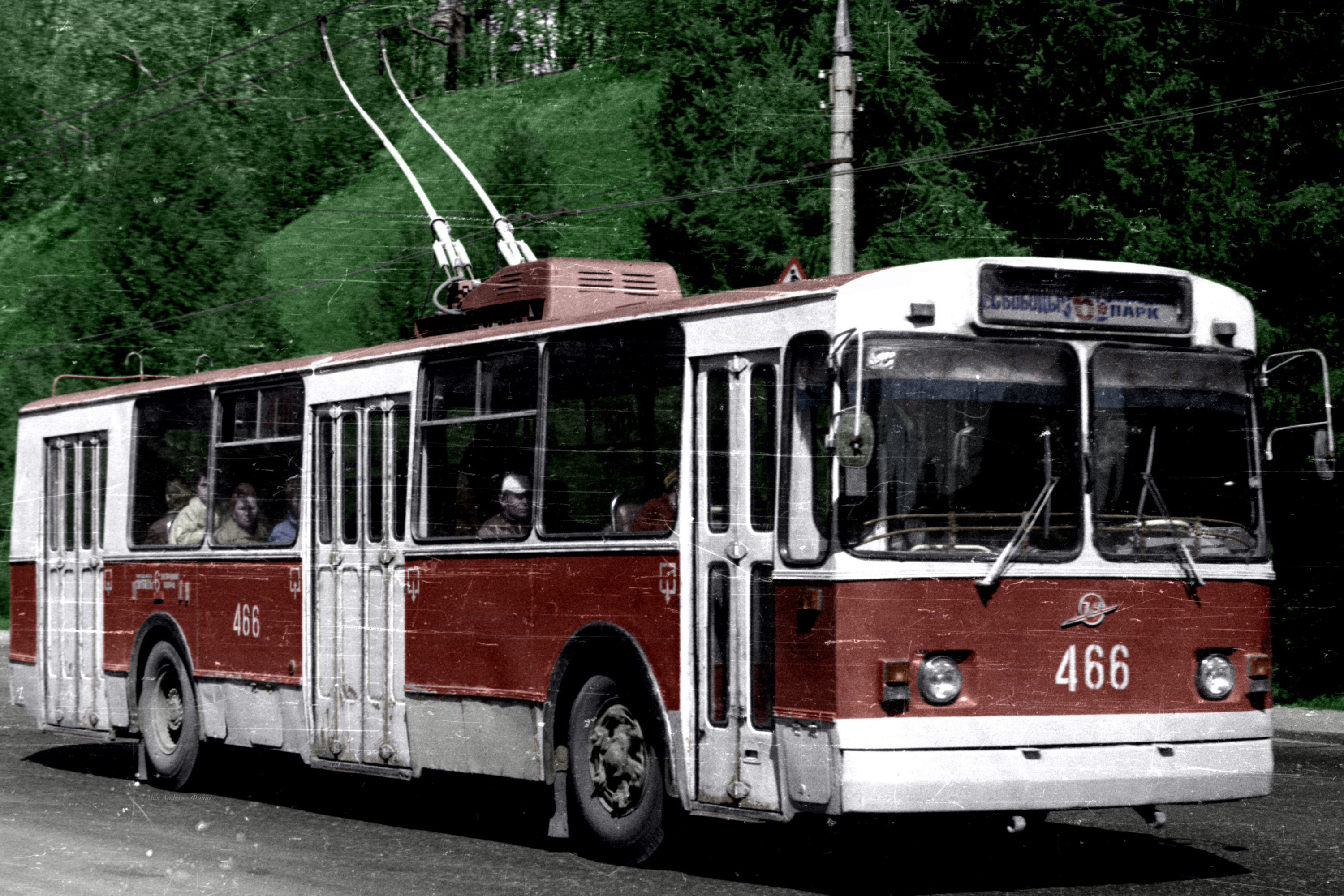
Троллейбус на маршруте № 6, Судогодское шоссе, 1990 год
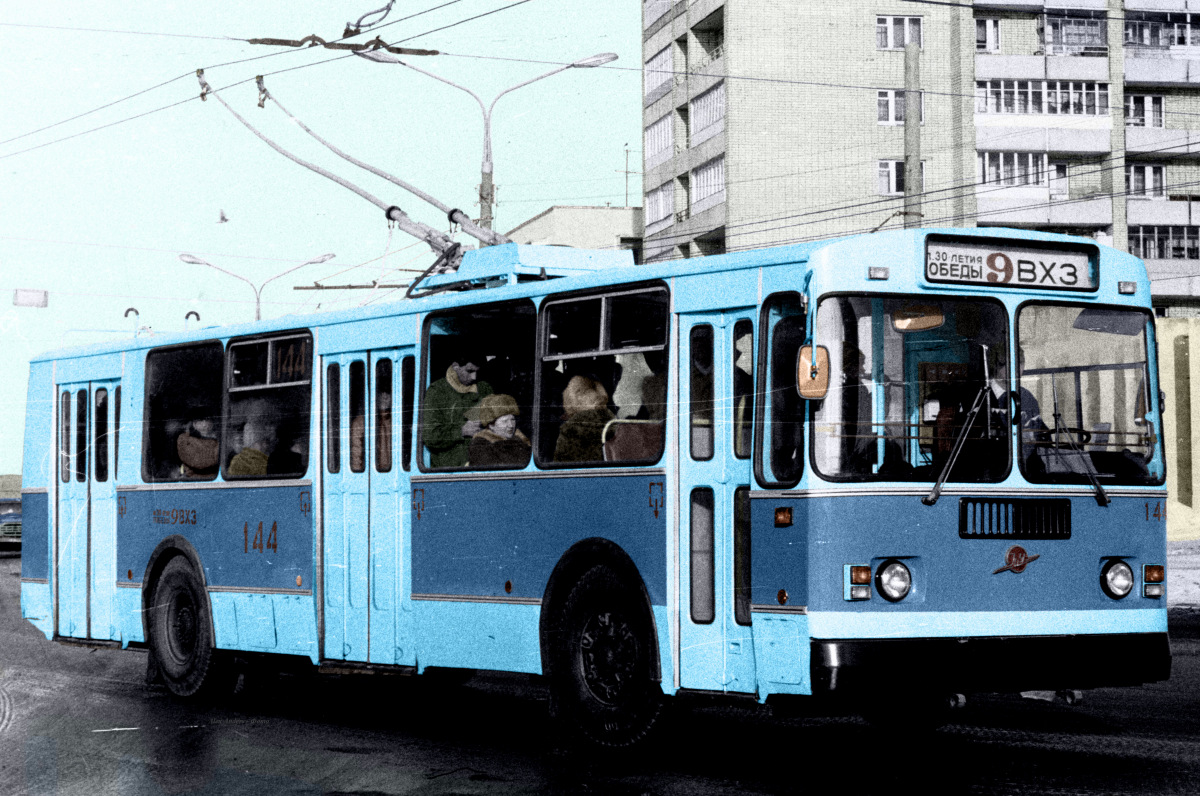
Троллейбус на маршруте № 9, проспект Строителей, 1993 год

## Депо
База Владимирского троллейбусного управления начинала развиваться на том месте, где в настоящее время находится троллейбусное депо (Новоямской переулок, дом 2А). Здесь и был построен троллейбусный парк, рассчитанный на 60 единиц подвижного состава. Именно отсюда 5 ноября 1952 года выехали первые два троллейбуса. Технологическая база депо была оснащена участками: механическим, пневмогидравлическим, агрегатным, электроаппаратным, шиномонтажным, гальваническим (закрыт в 1990 году), а также кузней. Выполнялись ремонтные работы как по ремонту и обслуживанию агрегатов с их демонтажем с троллейбуса и отправкой на участок, так и кузовные работы с проведением клёпально-сварочных операций. Но появление год за годом новых троллейбусных маршрутов способствовало увеличению количества подвижного состава, которое в 1965 году перевалило за 60. Троллейбусы не умещались на территории троллейбусного парка и их для обеспечения бесперебойного утреннего выпуска приходилось расставлять за территорией парка по улице Мусоргского и на проспекте Ленина. В связи с этим было принято решение о строительстве второго троллейбусного депо на 120 единиц подвижного состава. Территория под это строительство была выделена на пустыре вдоль оврага недалеко от северного выезда из города. Строительство длилось два с половиной года и 13 декабря 1971 года троллейбусное депо № 2 было введено в эксплуатацию. Оно так же было оснащено всеми участками, что и троллейбусное депо № 1, за исключением гальванического. Туда же переехало и управление предприятием. Теперь Владимирское троллейбусное управление сменило юридический адрес: улица Гастелло, дом 11. Службы предприятия в своём местонахождении разделились между обоими депо:
- На территории троллейбусного депо № 1: служба движения, служба эксплуатации, центральный диспетчер, ревизорский отдел, отдел учёта исполненного движения, гараж, энергослужба, ОГМ;
- На территории троллейбусного депо № 2: директор, главный инженер, канцелярия, технический отдел, планово-экономический отдел, отдел кадров, бухгалтерия, отдел сбора доходов, общепит, ОМТС (снабженцы), ВУС.

К моменту ввода в эксплуатацию троллейбусного депо № 2 во Владимире было уже 10 троллейбусных маршрутов, которые были поделены между двумя депо следующим образом:
- Троллейбусное депо № 1: маршруты № 1, 5, 8, 9;
- Троллейбусное депо № 2: маршруты № 2, 3, 4, 6, 7, 10.

Далее все вновь открывавшиеся маршруты относились к троллейбусному депо № 2: № 11 и 12 в 1975 году, № 13 в 1988 году и № 14 в 1989 году. С открытием маршрута № 13 была связана небольшая перетасовка: маршрут № 4 был передан из троллейбусного депо № 2 троллейбусному депо № 1.
С 1 июня 2015 года все троллейбусы переведены в депо № 1, депо № 2 стало использоваться в качестве парка для автобусов на газомоторном топливе.

## Подвижной состав

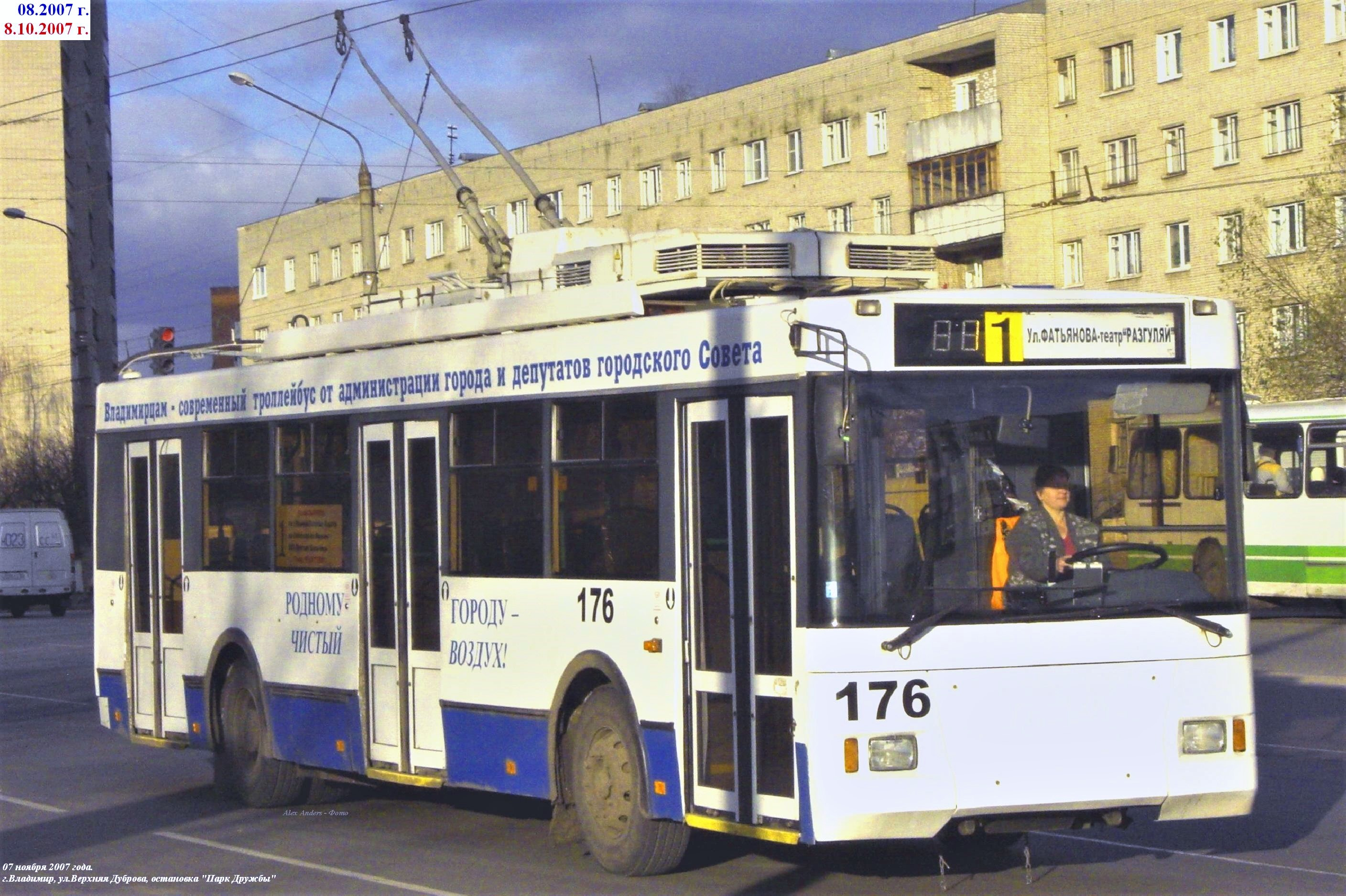
Троллейбус Тролза-5275.05 «Оптима». Улица Верхняя Дуброва, 7 ноября 2007 года

Троллейбус ЗиУ-682В выпуска 1982 года. Судогодское шоссе, июнь 1990 года

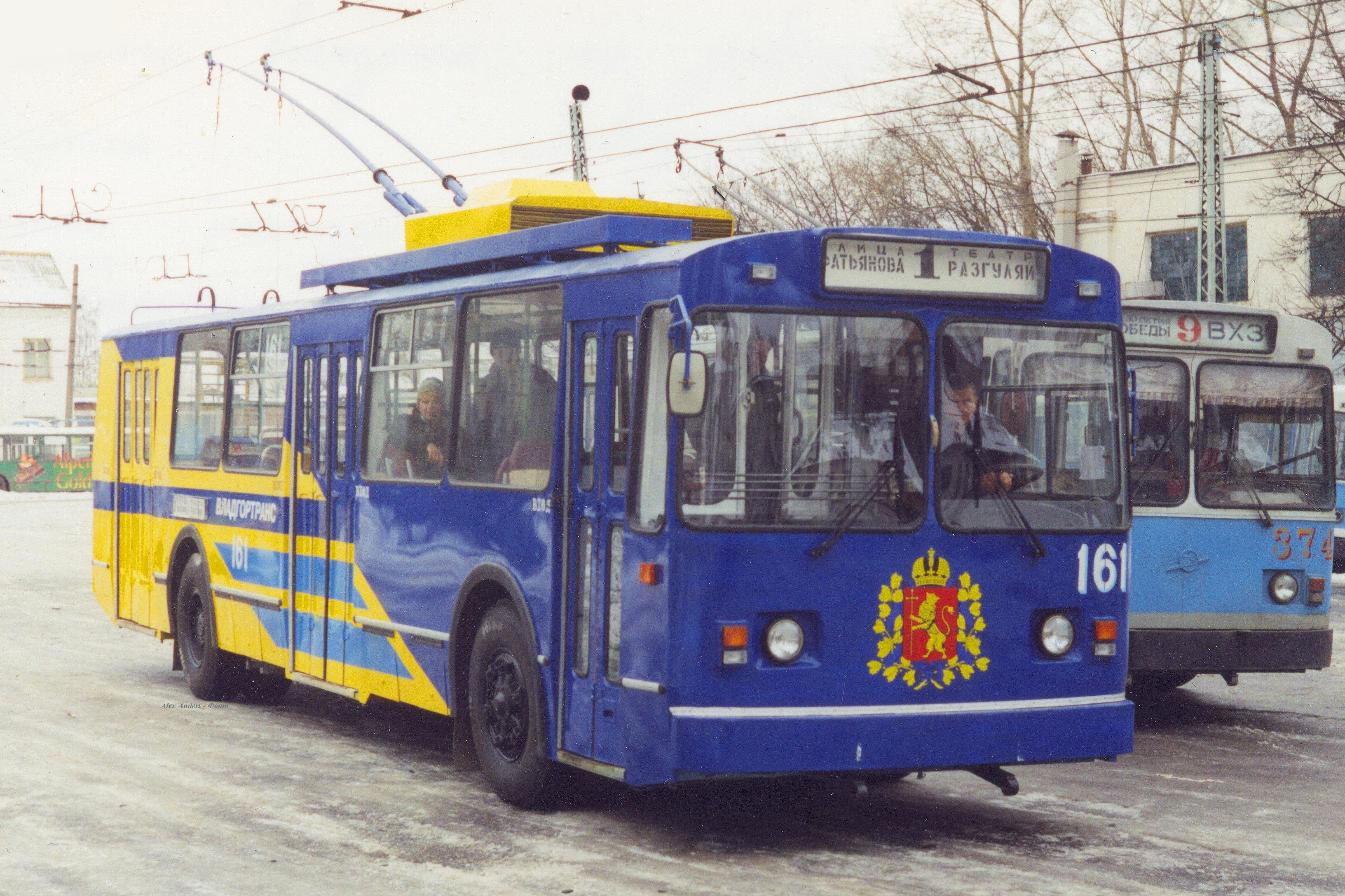
Троллейбус ВМЗ-170. Троллейбусное депо № 1, 28 ноября 2001 года

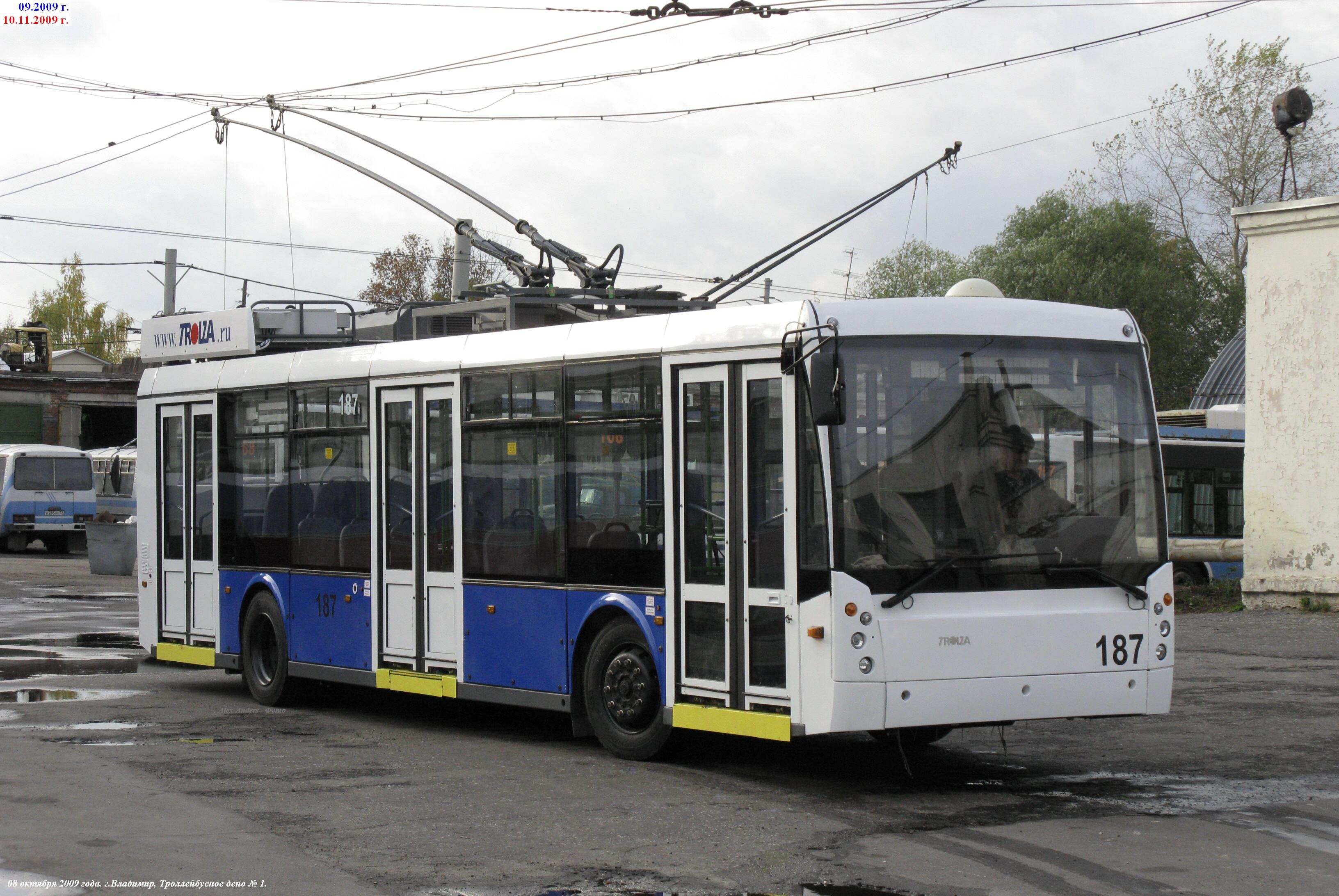
Троллейбус Тролза-5265 «Мегаполис». Троллейбусное депо № 1, 8 октября 2009 года

Троллейбус МАЗ-203Т20. Вокзальная площадь, 22 августа 2023 года

Изначально подвижной состав Троллейбусного управления формировался из машин МТБ-82Д. Открытие движения было обеспечено пятью машинами этой серии, имевшими номера с 01 по 05. Всего троллейбусов МТБ-82Д во Владимир поступило 86 единиц. В 1961 году к открытию троллейбусного маршрута № 6 поступили первые троллейбусы ЗиУ-5. Первый ЗиУ-5 имел номер 87. Всего троллейбусов ЗиУ-5 разных модификаций во Владимир поступило 148 единиц. В сентябре 1972 года поступили первые пять машин ЗиУ-682, нумерация которых началась с 235 по единой системе присвоения номеров, существовавшей до декабря 1975 года. Тогда было произведено разделение номеров с присвоением отдельных инвентарных номеров машинам в соответствии с индексами депо № 1 и депо № 2. Все троллейбусы депо № 1 получили номера 1хх, а троллейбусы депо № 2 — 2хх. Таким образом, последний троллейбус ЗиУ-5Д № 234, находившийся к тому времени в депо № 1, получил номер 181, а первый ЗиУ-682 № 235, эксплуатировавшийся в депо № 2, получил номер 246. Дальнейшее развитие номерного ряда подвижного состава решалось весной 1977 года ввиду того, что в ноябре 1976 года был введён в эксплуатацию троллейбус с номером 199. Было принято решение о дальнейшем присвоении инвентарных номеров: нечётные (1хх, 3хх) в депо № 1, чётные (2хх, 4хх) — в депо № 2.
| Модель                    | Год начала эксплуатации | Год окончания эксплуатации |
| ------------------------- | ----------------------- | -------------------------- |
| МТБ-82                    | 1952                    | 1974                       |
| ЗиУ-5                     | 1961                    | 1984                       |
| ЗиУ-682                   | 1972                    | —                          |
| АКСМ-100                  | 1993                    | 2018                       |
| NTR-120МТ                 | 1997                    | 2018                       |
| ВМЗ-170                   | 2001                    | —                          |
| ВМЗ-5298.00               | 2002                    | 2016                       |
| ВМЗ-5298.01               | 2005                    | 2022                       |
| Тролза-5275.05 «Оптима»   | 2007                    | —                          |
| Тролза-5265 «Мегаполис»   | 2009                    | —                          |
| ВМЗ-5298.01-50 «Авангард» | 2022                    | —                          |
| МАЗ-203Т20                | 2023                    | —                          |

По состоянию на август 2025 года во Владимире эксплуатируются троллейбусы следующих моделей:
- ЗиУ-682Г00 — 1 единица;
- ЗиУ-682Г-012 — 1 единица;
- ЗиУ-682Г-016.02 — 14 единиц;
- ЗиУ-682Г-016.04 — 34 единицы;
- ВМЗ-170 — 1 единица;
- ВМЗ-5298.01-50 «Авангард» («классический» троллейбус) — 1 единица;
- ВМЗ-5298.01-50 «Авангард» IMC (ТУАХ — электробус с динамической подзарядкой) — 16 единиц. Ещё 2 машины заказаны с поставкой осенью 2025 г.;
- Тролза-5275.05 «Оптима» — 8 единиц;
- Тролза-5265 «Мегаполис» — 1 единица;
- МАЗ-203Т20 — 4 единицы.

Инвентарь подвижного состава ОАО «Владимирпассажиртранс» по состоянию на август 2025 г. составляет 81 единицу подвижного состава.
Для сравнения: на 1 января 2000 года инвентарь составлял 180 единиц — 91 в депо № 1 (суточный выпуск 72 единицы) и 89 в депо № 2 (суточный выпуск 68 единиц).

## Ремонт и обслуживание подвижного состава
Силами депо производился ремонт агрегатов троллейбусов и незначительный косметический ремонт кузовов. До 1979 года ремонт имел сугубо заявочный характер. В 1979 году была введена система планово-предупредительных ремонтов, включающая в себя:
- ТО-1 — проводится с периодичностью через 8 календарных дней (что соответствует примерно 1200—1600 км пробега)
- ТО-2 — проводится через каждые 12 тысяч км пробега
- ТР (Ремонт № 3) — проводится через 65—80 тысяч км пробега в зависимости от категории троллейбуса

Троллейбус после капитального ремонта МТРЗ. Конечная станция «Парк Дружбы», 1991 год

Эти меры были направлены на снижение количества случаев выбытия из движения троллейбусов по техническим причинам. При проведении ТР с троллейбуса демонтируются все агрегаты с последующим обслуживанием на участках, а кузову производится незначительный косметический ремонт с заменой повреждённых коррозией несущих элементов кузова и листов обшивки. Однако, с возрастанием срока эксплуатации активному износу начинает подвергаться основание кузова и пневматические подкузовные элементы конструкции троллейбуса. Троллейбусы начинают испытывать нужду в проведении капитального ремонта. Мощностей депо для этих целей не достаточно. Первые попытки самостоятельного проведения капитального ремонта были осуществлены в 1965—1966 годах, однако они оказались безуспешными: при отсутствии технологического оборудования, необходимого для проведения полнокомплектного капитального ремонта, его качество оказалось крайне низким, что отрицательно сказалось на продолжительности эксплуатации троллейбусов, прошедших ремонт.

Троллейбус после капитального ремонта УРТТЗ. Улица Добросельская, 1991 год

В 1969 году было принято решение выйти на уровень МЖКХ РСФСР с заявкой на включение в план проведения капитальных ремонтов владимирским троллейбусам специализированным ремонтным заводом. В конце 1970 года первый троллейбус ЗиУ-5 (№ 103) был направлен для проведения полнокомплектного капитального ремонта на МТРЗ. С начала 1971 года владимирские троллейбусы включаются в план проведения капитальных ремонтов и на Куйбышевском ремонтном трамвайно-троллейбусном заводе (КРТТЗ), и в конце января 1971 года троллейбус ЗиУ-5 № 102 отправился на капитальный ремонт в Куйбышев. Заводы принимали на капитальный ремонт по 2—4 владимирских троллейбуса в год. Этого было не достаточно. Однако, в 1976—1977 и 1983 годах КРТТЗ для Владимирского троллейбусного управления был единственным производителем капитальных ремонтов. В 1983 году на КРТТЗ был проведён капитальный ремонт последним владимирским троллейбусам: 193, 249 (отправлены в январе, получены в мае); 194, 263 (отправлены в мае, получены в конце августа). Качество капитального ремонта на КРТТЗ было достаточно высоким, однако после 1983 года проведение капитальных ремонтов владимирским троллейбусам на КРТТЗ не производилось. Причиной отказа Владимирского троллейбусного управления от капитальных ремонтов троллейбусам на КРТТЗ стало слишком длительное отсутствие на предприятии троллейбусов, направленных на капитальный ремонт. Длительность нахождения троллейбусов на капитальных ремонтов на КРТТЗ была связана с двумя причинами: доставка троллейбусов в Куйбышев на ремонт и из ремонта производилась по железной дороге, что занимало в общей сложности время 2-3 недели; после доставки троллейбусов на завод от месяца до двух они находились в очереди в ожидании постановки в цех для начала работ по капитальному ремонту, при этом сама продолжительность капитального ремонта составляла один месяц.

Троллейбус после капитального ремонта КАРЗ. Троллейбусное депо № 1, 1994 год

В 1978 году заступивший на пост начальника троллейбусного управления Е. П. Ильюшкин через свои связи в МЖКХ РСФСР и Главмосгортранс решил вопрос о массовом направлении владимирских троллейбусов для проведения полнокомплектных капитальных ремонтов на МТРЗ. Вплоть до 1983 года троллейбусы проходили капитальный ремонт как на КРТТЗ, так и на МТРЗ, что позволило проводить капитальный ремонт 8—10 троллейбусам в год. С 1984 по 1989 год капитальный ремонт владимирские троллейбусы проходят исключительно на МТРЗ. Доставка троллейбусов из Владимира в Москву и обратно производилась путём буксировки по трассе М7. Однако, из-за возрастающего потока московских троллейбусов ЗиУ-682, нуждающихся в проведении капитальных ремонтов, МТРЗ постепенно снижает количество планируемых в капитальный ремонт троллейбусов со стороны, в том числе и владимирских:
- 1984 год — 13 единиц (195, 196, 306, 314; 250, 251, 261, 264, 266, 267, 274, 275, 276).
- 1985 год — 15 единиц (197, 198, 199, 301, 304, 305, 307, 308, 309, 313; 262, 265, 269, 271, 282).
- 1986 год — 15 единиц (302, 303, 310, 311, 312, 318, 319; 270, 277, 278, 280, 281, 287, 288, 293).
- 1987 год — владимирские троллейбусы ни на один из ремонтных заводов для проведения капитальных ремонтов не направлялись.
- 1988 год — 4 единицы (316, 326; 289, 297).
- 1989 год — 2 единицы изначально на конец года, ближе к сроку отправки в одной единице отказано, ремонт прошёл 1 троллейбус (406).
- 1990 год — 1 единица изначально (в апреле отправлен троллейбус № 426), и ещё на 1 единицу договорились позднее (в июне отправлен троллейбус № 330), однако ремонт обоим троллейбусам завершён лишь в конце декабря.
- 1991 год — владимирские троллейбусы в план МТРЗ на проведение капитальных ремонтов не включены.

Троллейбус после капитального ремонта МРМЗ «Белремкоммунмаш». Конечная станция «Улица Фатьянова», 1995 год

В 1989 году начинаются поиски дополнительного производителя капитальных ремонтов, а также планируется создание собственной базы для самостоятельного проведения капитальных ремонтов. Поиск дал результат в виде Уфимского ремонтного трамвайно-троллейбусного завода (УРТТЗ — ныне Башкирский троллейбусный завод). В виде эксперимента в план завода на 1990 год было включено 2 единицы из Владимира, которые были направлены на ремонт в июне и получены в августе (348; 410). Доставка троллейбусов в Уфу на ремонт и возврат после ремонта производились по железной дороге. Качество проводимого капитального ремонта гораздо ниже производимого на МТРЗ, но ситуация безвыходная, и Владимирское троллейбусное управление вынуждено прибегнуть к услугам УРТТЗ. В 1991 году капитальный ремонт на УРТТЗ прошло ещё 4 единицы (339; 432, 433, 434). В июне 1991 года на территории троллейбусного депо № 2 подготовлена собственная база для проведения капитального ремонта кузовов. В сентябре того же года начинают работу машино-ремонтные мастерские (МРМ), откуда отремонтированные троллейбусы выходят по 2 единицы ежемесячно. Параллельно ВМТУ не отказывается и от проведения капитальных ремонтов на стороне. В 1992 году на УРТТЗ капитальный ремонт прошло ещё две единицы (358; 431), они же последние. Параллельно в январе 1992 года МТРЗ в связи с массовым обновлением подвижного состава московских троллейбусов и связанного с этим снижения объёма капитальных ремонтов обратился к региональным предприятиям ГЭТ, в том числе и к ВМТУ, с предложением о направлении троллейбусов на капитальный ремонт. Таким образом капитальный ремонт на МТРЗ прошло ещё 6 машин (352, 354, 355; 428, 440, 450). После этого капитальный ремонт владимирские троллейбусы на МТРЗ не проходили. Основным производителем капитальных ремонтов, в-основном кузовов, становятся МРМ.

Троллейбус после капитального ремонта на Вологодском механическом заводе. Троллейбусное депо № 2, 1999 год

В 1993 году ВМТУ получает факс от Калужского авторемонтного завода (КАРЗ) с информацией о начале производства капитального ремонта троллейбусам и предложением направить троллейбусы на капитальный ремонт. Стоимость ремонта предлагалась вдвое ниже требуемой МТРЗ. ВМТУ принимает предложение и направляет в Калугу на завод два троллейбуса (364; 456). Однако ремонт затянулся, а качество полученных с КАРЗ машин крайне низкое. Больше эксперимент с КАРЗ не повторялся.
В 1994—1995 годах ВМТУ воспользовалось услугами капитального ремонта троллейбусов производства Минского ремонтно-механического завода «Белремкоммунмаш». Всего капитальный ремонт там был проведён 6 машинам (381, 384, 395; 439, 448, 465). Ремонт был выполнен очень качественно, с заменой оснований кузовов (а на троллейбусе № 439 с заменой основания кузова на швеллерную раму) и высоковольтных и низковольтных жгутов, при этом имея относительно приемлемую стоимость. Однако из-за трудностей, связанных с оформлением таможенной документации (к тому времени Россия и Белоруссия являлись двумя самостоятельными государствами), сотрудничество пришлось прекратить.

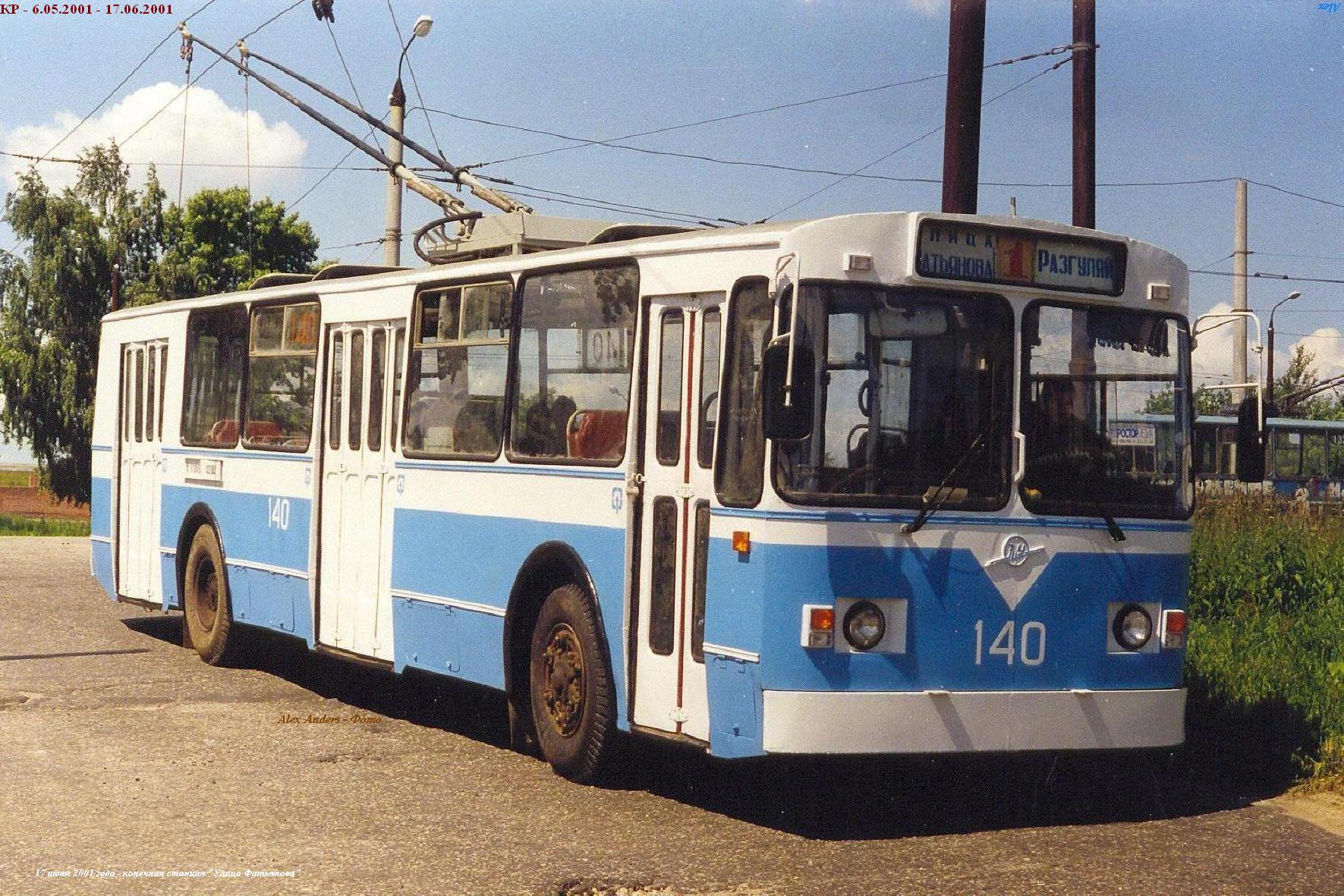
Троллейбус после капитального ремонта МРМ. Конечная станция «Улица Фатьянова», 2001 год

В 1999 году к тому времени уже МУП «Владгортранс» делает попытку проведения капитального ремонта на Вологодском механическом заводе, куда направлено 2 единицы (377; 431). Качество ремонта оказалось крайне высоким: кузов новый; высоковольтные и низковольтные жгуты новые; зубчатые колёса ведущих мостов новые; обмотки тяговых и вспомогательных двигателей новые; рессоры мостов новые. Соответственно, высокой оказалась и стоимость ремонта. МУП «Владгортранс» принимает решение более к услугам сторонних производителей капитальных ремонтов не прибегать и производить капитальные ремонты самостоятельно силами МРМ. С ноября 1999 года при проведении капитальных ремонтов полностью меняются основания кузовов троллейбусов и частично по мере необходимости профили каркасов; обшивка бортов и крыш; высоковольтные и низковольтные жгуты со вскрытием и частичной заменой потолочного покрытия. Также в 2000—2001 годах делается попытка производить капитальные ремонты с заменой кузовов, приобретённых у ЗАО «Тролза». В 2007 году уже в ОАО «Владимирпассажиртранс» были произведены расчёты себестоимости проведения капитальных ремонтов в сравнении со стоимостью нового троллейбуса модели ЗиУ-682, которые показали, что производить капитальный ремонт крайне нерентабельно: себестоимость капитального ремонта практически одинакова со стоимостью нового троллейбуса. В связи с этим принимается решение отработавшие срок троллейбусы списывать и приобретать новый подвижной состав, работу МРМ прекратить, штат сократить. Таким образом, в начале 2008 года произведён последний капитальный ремонт троллейбусу NTR-120МТ, после чего МРМ прекратили своё существование, а капитальные ремонты больше не производятся.